# Xenichthys xanti
Xenichthys xanti е вид бодлоперка от семейство Haemulidae. Видът не е застрашен от изчезване.

## Разпространение и местообитание
Разпространен е в Гватемала, Еквадор, Колумбия, Коста Рика, Мексико, Никарагуа, Панама, Перу, Салвадор, Хондурас и Чили.
Среща се на дълбочина от 1,9 до 154 m, при температура на водата от 25,1 до 26,5 °C и соленост 33,5 – 34,7 ‰.

## Описание
На дължина достигат до 24 cm.